# Руднев, Дмитрий Дмитриевич
Дмитрий Дмитриевич Руднев (1837, Тула — ?, Тула) — генерал-майор, Тульский воинский начальник, Подольский уездный воинский начальник, Алексинский уездный воинский начальник, Бийский уездный воинский начальник, участник Кавказских походов и Крымской войны.

## Биография
Родился 8/20 сентября 1837 года и происходил из древнего благородного рода Рудневых, записанного в 6-ю часть дворянской родословной книги Тульской губернии. Образование получил в частном учебном заведении. В военную службу вступил 8 декабря 1853 г. фейерверкером 4-го класса 3-й лёгкой батареи 17-й артиллерийской бригады. Дальнейший путь прохождения службы: 25 октября 1856 г. произведён в прапорщики с переводом на службу в 65-й пехотный Московский Его Величества полк, 26 июня 1860 г. произведён в подпоручики, 10 ноября 1863 г. — в поручики, 10 июня 1865 г. — в штабс-капитаны. 16 ноября 1865 г. переведён на службу в 39-й резервный пехотный батальон и 10 декабря того же года назначен командовать 3-й ротой, 16 января 1869 г. произведён в капитаны, 20 июля 1973 г. назначен на должность командира батальона. 5 сентября 1873 г. прикомандирован к управлению Тульского губернского воинского начальника и 13 июня 1877 г. произведён в майоры. С 18 сентября 1877 по 9 ноября 1878 гг. командирован в г. Подольск для исполнения обязанностей уездного воинского начальника. С 30 августа по 9 ноября 1878 г. командирован в г. Рязань для исполнения должности командира 67-го пехотного запасного батальона (позднее переименован в 76-й резервный пехотный батальон), 20 января 1879 г. назначен младшим штаб-офицером этого батальона, а 16 сентября 1879 г. — председателем батальонного суда. 11 февраля 1881 г. за отличие по службе произведён в подполковники. 4 марта 1889 г. назначен Алексинским уездным воинским начальником. 2 января 1890 г. за отличие по службе произведён в полковники с назначением Бийским уездным воинским начальником. Высочайшим приказом произведён в генерал-майоры с увольнением со службы 27 марта 1895 года. За время службы участвовал в делах и походах: с 14 апреля по 16 августа 1854 г. в составе отряда генерала Якова Богдановича Вагнера на Черноморской береговой линии при принятии укрепления против горцев в перестрелке в окрестностях крепости Анапа и города Новороссийска; в 1855 г. принимал участие в боях против англичан, французов, турок и сардинцев и во второй кампании с 17 сентября по 1 января 1856 г. в восточной части Крыма, также принимал участие в боях третьей кампании с 1 января по 20 марта 1856 г. в составе войск южной армии.

## Семья
Д. Д. Руднев родился в городе Тула в семье потомственных дворян, ведущих свой род от боярина Савелия Меркуловича Руднева. Отец — Дмитрий Иванович Руднев (1795—1837), старший обер-офицер Дворянского кавалерийского эскадрона, участник походов против французских войск 1813—1814 гг.; мать — Любовь Ивановна, дочь коллежского асессора, московского помещика Ивана Тимофеевича Кишкинского. Жена — Елизавета Илларионовна Зарина (1845, Тула — 1920, Прага), представительница дворянского рода Зариных, восходящего к 17 веку, и Почетных граждан Тулы, купцов 1-й гильдии, помещиков и фабрикантов Бравиных; выпускница Московского Николаевского сиротского института (куда была зачислена по личному распоряжению Николая I); её венчание с Д. Д. Рудневым произошло 16 августа 1864 г. в полковой церкви 65-го пехотного Московского Его Императорского Высочества Великого князя Николая Александровича полка. В семье Дмитрия Дмитриевича и Елизаветы Илларионовны было девять детей:
- Измаил Дмитриевич Руднев (1865-), в 1884 г. окончил Орловский Бахтина кадетский корпус, в 1886 г. — 1-е Павловское военное училище, штабс-капитан. (в 1914 г., находясь на лечении после ранения в Минском лазарете, получил в подарок серебряный образок из рук матери Николая II императрицы Марии Федоровны,  посетившей лазарет с благотворительной целью). Жена Надежда Николаевна Веденяпина (Троицкая) — правнучка Ильи Андреевича Толстого (дедушки Л.Н. Толстого).
- Андрей Дмитриевич Руднев (1868-), коллежский асессор.
- Ольга Дмитриевна Руднева (1867-), общественный деятель. Муж Фёдор Александрович Коротков — мировой судья 1-го участка г. Кургана. Дочь Елизавета — выпускница физико-математического факультета Томского государственного университета, метеоролог. Зять Чехов Владимир Петрович — профессор ТГУ, его именем назван кабинет цитологии и генетики в Биологическом институте. Внук Чехов Игорь Владимирович — главный редактор журнала «Филателия СССР», член Союза журналистов СССР, член Президиума Правления Всесоюзного общества филателистов .
- Варвара Дмитриевна Руднева (1870—1945), в 1898 г. с отличием окончила медицинский факультет университета в Цюрихе, врач по женским болезням, основательница отделения Красного Креста в г. Ружомберок. Муж Цтибор Бездек (Ctibor Bezděk)  окончил медицинский факультет университета в Вене; чехословацкий врач, писатель, вегетарианский пропагандист и автор научно-медицинской теории этической терапии. До замужества (Москва, 1905 г.) работала детским врачом и  гинекологом в Туле; затем их семья стала первой супружеской докторской парой в Богемии и Жданицах, впоследствии они лечили больных людей Бад-Халле, Брно и в 1908-1910 гг в Москве (в 1910 г. посетили Ясную Поляну, где встретились с Л.Н. Толстым, который был для них нравственным идеалом), в Праге и Ружомбероке. Вместе с мужем они воспитали 42 ребёнка, переданных им Красным Крестом (в том числе детей, вывезенных в Австро-Венгрию из голодающего Поволжья и Украины). Частыми гостями в их доме бывали личный врач  Л.Н. Толстого  - Душан Маковицкий с супругой и В.Ф. Булгаков - последний секретарь Л.Н. Толстого. Первая дочь Татьяна окончила философский факультете Карлова университета в Праге, автор нескольких работ по православию, заведовала кафедрой русского языка в Педагогическом институте в Будейовицах; была замужем за Николаем Александровичем Денисенко - представителем волынского дворянского рода Кулжинских; их сын Алекс Бездек - преподаватель физики и математики, женат на Ольге, дедушка которой - Ярослав Горничек (Jaroslav Horníčеk) - был сотрудником Посольства Чехословакии в Варшаве и канцелярии президента Э. Бенеша в Лондоне, а отец - Станислав Рейтгар (Stanislav Rejthar) - был полковником, летчиком-истребителем, который во время Второй мировой войны командовал штабом 1-го отдельного чехословацкого истребительного авиаполка в Королевских военно-воздушных силах, сражавшихся против нацистской Германии. Вторая дочь Вера — доктор философских наук.
- Дмитрий Дмитриевич Руднев (1872-), офицер царской армии.
- Лидия Дмитриевна Руднева (1876—1932), в 1901 г., врач и общественный деятель. С детства училась музыке, в том числе вместе со старшей сестрой Марией в Париже, но впоследствии увлеклась медициной и в 1901 г. с отличием окончила  Императорский Клинический Повивальный институт. Дружила с Сарой Бернар и с двумя семьями Смидович - с В.В. Вересаевым и П.Г. Смидович. В знак признательности за большую общественную деятельность художник Никулин Андрей Осипович (1875-1945) в 1923 г. написал ее портрет, ныне хранящийся в Государственном художественном музее Алтайского края.  Муж Григорий Дмитриевич Няшин в 1895 г. окончил юридический факультет Московского государственного университета, архивист, историк-краевед, член Алтайского отдела Русского географического общества.
- Александр Дмитриевич Руднев (1877-), офицер царской армии.
- Мария Дмитриевна Руднева (1879—1954), выпускница Смольного института, певица — выступала в Европе (преимущественно в Италии) под псевдонимом Maria di Garda. Муж Шварсалон Константин Семёнович — преподаватель истории (среди его учениц была Н. К. Крупская), статский советник, первый муж Лидии Дмитриевны Зиновьевой-Аннибал. Дочь Виноградова Евдокия Константиновна окончила РХТУ им. Д. И. Менделеева, заслуженный химик СССР. Внучка Царькова Марина Сергеевна окончила ВГИК, кинооператор (принимала участие в съемках фильмов «Волшебная лампа Аладдина», "Легкая жизнь", "Переходный возраст", «Визит к Минотавру» и др.); её первый муж — племянник Марины Расковой, второй — Марк Борисович Литман, сотрудник театра «Ромэн».
- Елизавета Дмитриевна Руднева (1880—1963), с 1914 г. жила в Праге, преподаватель по классу фортепиано.

## Награды
Среди прочих наград Руднев имел ордена:
- Орден Святого Станислава 3-й степени (31 мая 1868)
- Орден Святой Анны 3-й степени (14 февраля 1877)
- Орден Святого Владимира 4-й степени (1882)
- Орден Святого Георгия 4-й степени с бантом (22 сентября 1882, за 25 лет беспорочной службы в офицерских чинах)
- Орден Святого Станислава 2-й степени (1 января 1894)